# Saropogon nitidus
Saropogon nitidus là một loài ruồi trong họ Asilidae. Saropogon nitidus được Wilcox miêu tả năm 1966. Loài này phân bố ở vùng Tân Bắc giới.